# Faten Abderahmane Mahmoud
Faten Abderahmane Mahmoud est l'une des quatre femmes présentes dans le gouvernement al-Maliki de mai 2006 en Irak. elle est Secrétaire d'État aux Droits de la femme.
Elle est sunnite, membre du Front d'accord irakien qui s'est formé pour les élections de décembre 2005.